# اوری‌هون

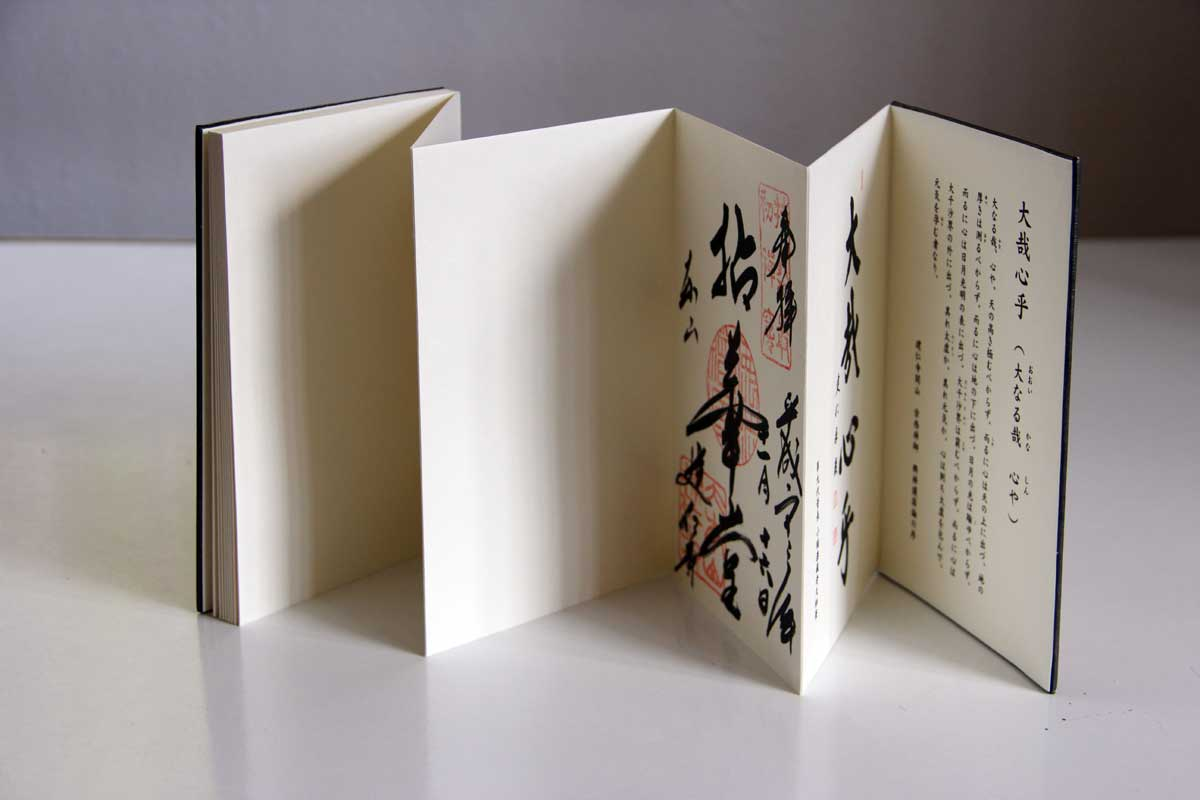

اوری‌هون 折本 Orihon، سبکی از دفترنامه - پیش‌درآمدی تاریخی برای کتاب‌های مدرن - با ساختاری تا شده آکاردئونی شکل است که به عنوان صحافی کنسرتینا نیز شناخته می‌شود. این سبک دفترنامه بر اساس دودمان تانگ jingzhe zhuang یا «صحافی کاغذی تا شده منظم» در دوره هی‌آن توسعه یافت.